# Chryzostom (Papadopulos)
Chrisostomos Papadopulos (ur. 13 stycznia 1933 w Mitylenie, zm. 11 września 2004 na Morzu Egejskim) – grecki duchowny prawosławny, metropolita Kartaginy.

## Życiorys
Urodził się w Dafii na wyspie Lesbos jako Chrisostomos Papadopulos; ukończył teologię na Uniwersytecie w Atenach, następnie studiował w Instytucie Prawosławnym w Paryżu. W 1957 został wyświęcony na diakona, w 1959 na kapłana. Był kaznodzieją i starszym archimandrytą przy Świętym Synodzie Serres oraz egzarchą Patriarchatu Aleksandrii w Rosji. W 1976 wybrany na biskupa Nikopolis, kierował także pismem Pandainos oraz odpowiadał za pracę wydawniczą Patriarchatu Aleksandryjskiego. W latach 1990–1997 był arcybiskupem Zimbabwe, a od 1997 metropolitą Kartaginy (Tunezja) oraz przedstawicielem patriarchy Piotra VII w Atenach.
Autor wielu prac teologicznych, reprezentował patriarchę Piotra VII na wielu konferencjach naukowych. Zginął w katastrofie śmigłowca, lecącego na górę Athos, razem z patriarchą Piotrem oraz innymi duchownymi.